# Hôpital Santa Maria della Scala

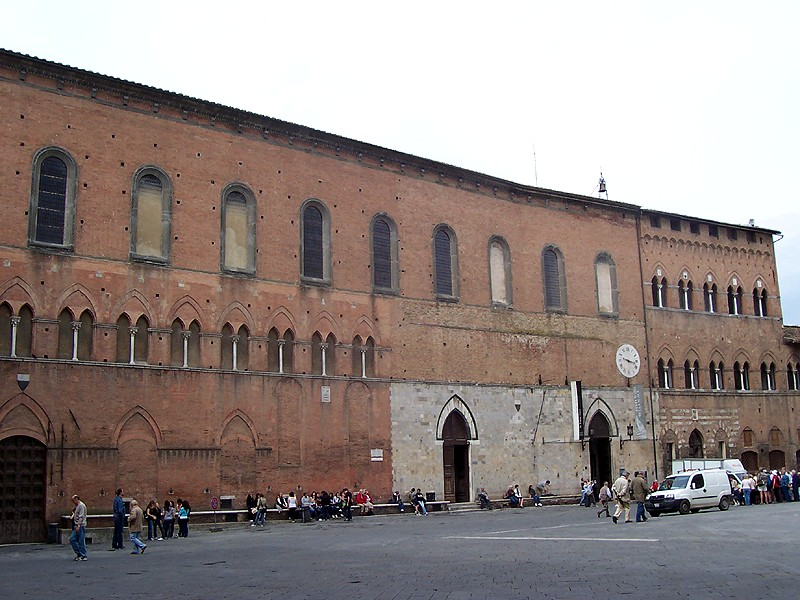
Sa façade en face du Duomo.

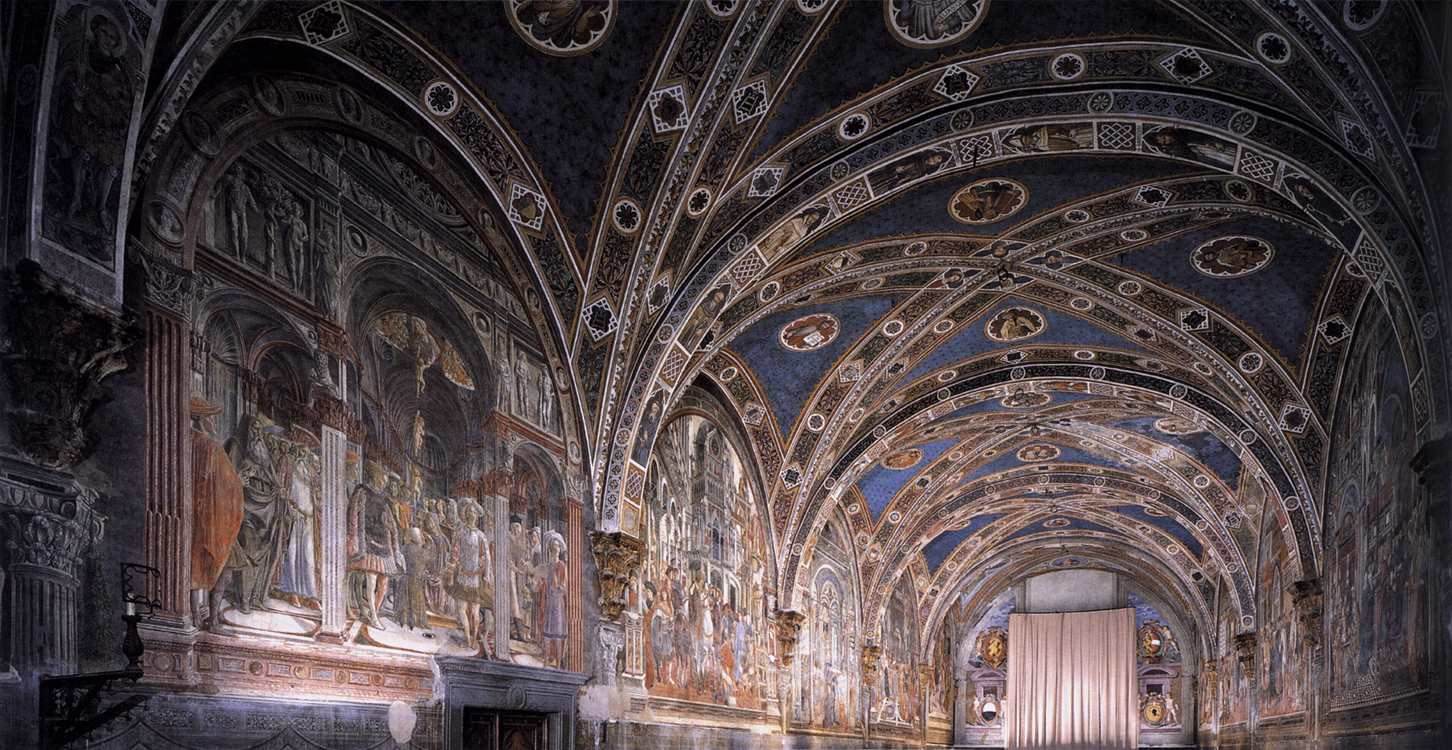
Salle des pèlerins fresquée par Domenico di Bartolo.

L’Hôpital Santa Maria della Scala est un bâtiment religieux à Sienne et le plus ancien hôpital d'Europe.

## Histoire
Construit au XIIIe siècle et situé en face de la cathédrale dite Duomo à Sienne, en face de la volée de marches y menant (d'où probablement son nom ou une référence à l'escalier saint), cet édifice comprend de nombreux oratoires sous le niveau de la place, dont celui consacré à sainte Catherine de la nuit.
La grande salle (l'ancienne infirmerie) a révélé de nombreuses fresques après une rénovation récente qui a éliminé le blanchiment recouvrant les murs et les voûtes.
L'église Santa Maria della Scala, rénovée en 1446, a été englobée dès la construction de l'hôpital. Elle se trouve au même niveau que la grande salle.
En 1995, les autres églises de la Santissima Annunziata e al Pellegrinaio, ont été progressivement restaurées et ont été ouvertes, la vieille sacristie avec ses peintures de Vecchietta, la chapelle del Manto avec la fresque de Domenico Beccafumi, la Cappella della Madonna, le fenil médiéval, les locaux de la Compagnia di Santa Caterina della Notte, ceux du siège historique de la Società di Esecutori di Pie Disposizioni.

## Complexe muséal
Dans ses niveaux souterrains se trouve le Musée archéologique national, les expositions du palais Squarcialupi et une exposition permanente comportant les sculptures originales de la Fonte Gaia de Jacopo della Quercia.
Les ouvertures, visibles de-ci de-là, rendent compte de la construction étagée de la ville même.